# Ron Groenewoud
Ron Groenewoud (Grootegast, 24 januari 1937) is een Nederlands voormalig voetbaltrainer.
Als speler kwam hij als verdediger uit voor Velocitas. Hij deed de CIOS in Overveen en begon als assistent-trainer bij Sparta. Toen Groenewoud trainer van FC Groningen was, zag hij het niet in Dick Nanninga van amateurclub Oosterparkers (dat net als FC Groningen zijn thuiswedstrijden in Stadion Oosterpark speelde), waarna Nanninga naar SC Veendam vertrok. Een paar jaar later scoorde Nanninga in een WK-finale. Groenewoud was in meerdere periodes werkzaam bij de KNVB en trainde onder meer het Nederlands B-voetbalelftal, het Nederlands amateurvoetbalelftal, het Nederlands zaalvoetbalteam (wk-finalist 1989) en het Nederlands vrouwenvoetbalelftal (1976, 1986). In 1975 was hij assistent bij het Nederlands voetbalelftal onder George Knobel.

## Carrièrestatistieken
| Seizoen         | Club            | Land            | Competitie       | Competitie | Competitie | Beker | Beker | Internationaal | Internationaal | Overig | Overig | Totaal | Totaal |
| Seizoen         | Club            | Land            | Competitie       | Wed.       | Dlp.       | Wed.  | Dlp.  | Wed.           | Dlp.           | Wed.   | Dlp.   | Wed.   | Dlp.   |
| --------------- | --------------- | --------------- | ---------------- | ---------- | ---------- | ----- | ----- | -------------- | -------------- | ------ | ------ | ------ | ------ |
| 1955/56         | Velocitas       | Nederland       | Eerste klasse A  | –          | 0          | –     | –     | –              | –              | 0      | 0      | –      | 0      |
| 1956/57         | Velocitas       | Nederland       | Tweede divisie A | –          | 0          | –     | 0     | –              | –              | 0      | 0      | –      | 0      |
| 1957/58         | Velocitas       | Nederland       | Tweede divisie B | –          | 0          | –     | 0     | –              | –              | 0      | 0      | –      | 0      |
| 1958/59         | Velocitas       | Nederland       | Tweede divisie B | –          | 0          | –     | 0     | –              | –              | 0      | 0      | –      | 0      |
| 1959/60         | Velocitas       | Nederland       | Tweede divisie B | –          | 0          | –     | –     | –              | –              | 0      | 0      | –      | 0      |
| Carrière totaal | Carrière totaal | Carrière totaal | Carrière totaal  | –          | 0          | –     | 0     | 0              | 0              | 0      | 0      | –      | 0      |

## Trainersloopbaan
- 1962–1965 Sparta (assistent)
- 1965–1966 Holland Sport (assistent)
- 1966–1967 SC Heerenveen
- 1967–1970 KNVB
- 1970–1971 GVAV
- 1971–1975 FC Groningen
- 1975–1997 KNVB